# Aileen Crowley
Aileen Crowley (* 12. Februar 1994 in Killorglin) ist eine irische Ruderin. Sie gewann die Bronzemedaille bei den Europameisterschaften 2020 im Vierer ohne.

## Karriere
Crowley begann 2010 mit dem Rudersport und feierte ihr internationales Debüt beim zweiten Ruder-Weltcup der Saison 2017 in Posen. Zusammen mit Aifric Keogh belegte sie im Zweier ohne Steuerfrau den zweiten Platz im B-Finale und damit in der Endabrechnung Platz acht. Anschließend gingen sie in derselben Bootsklasse auch bei den Weltmeisterschaften an den Start, wo sie am Ende ebenfalls Platz acht erreichten. Ein Jahr später wechselte sie die Stilart und trat zusammen mit Monika Dukarska im Doppelzweier beim ersten Weltcup der Saison in Belgrad an. Mit dem vierten Platz im Halbfinale verpassten sie knapp den Sprung ins A-Finale. Im B-Finale belegten sie den dritten Platz, womit sie den Wettbewerb als neunte beendeten. Beim dritten Weltcup in Luzern zeigte sich das gleiche Bild. Hier belegten sie ebenfalls den vierten Platz im Halbfinale und wurden am Ende des Wettkampfes wieder neunte. Bei den Weltmeisterschaften lief es dann nicht so gut. Hier verpassten die beiden den Sprung ins Halbfinale A/B. Mit dem Sieg im C-Finale schlossen sie den Wettbewerb am Ende als 13. ab.
2019 wechselte sie wieder zurück zum Riemen. Im Vierer ohne Steuerfrau ging sie gemeinsam mit Tara Hanlon, Monika Dukarska und Emily Hegarty beim zweiten Weltcup in Posen an den Start. Hier belegten die Vier am Ende den 11. Platz, nachdem sie im B-Finale fünfte wurden. Beim dritten Weltcup in Rotterdam startete sie dann mit Monika Dukarska wieder im Zweier ohne. Mit dem zweiten Platz im Halbfinale gelang ihnen die Qualifikation für das A-Finale. Im Finale belegten die beiden dann den sechsten Platz. Bei den im Juli stattfindenden Weltmeisterschaften verpassten sie mit Platz vier im Halbfinale den Sprung ins A-Finale. Im B-Finale belegten sie hinter den Rumäninnen den zweiten Platz. Der damit in der Endabrechnung erreichte achte Platz qualifizierte die Bootsklasse für Irland für die Olympischen Sommerspiele 2020.
Im irischen Vierer ohne Steuerfrau nahm sie an den Europameisterschaften 2020 teil. Mit Aifric Keogh, Eimear Lambe und Fiona Murtagh gewann sie die Bronzemedaille hinter den Booten aus den Niederlanden und Italien. 2021 ruderte Crowley mit Monika Dukarska im Zweier ohne Steuerfrau. Nach einem sechsten Platz bei den Europameisterschaften in Varese belegten die beiden den elften Platz bei den Olympischen Spielen in Tokio.

## Internationale Erfolge
- 2017: 8. Platz Weltmeisterschaften im Zweier ohne Steuerfrau
- 2018: 13. Platz Weltmeisterschaften im Doppelzweier
- 2019: 8. Platz Weltmeisterschaften im Zweier ohne
- 2020: Bronzemedaille Europameisterschaften im Vierer ohne Steuerfrau
- 2021: 6. Platz Europameisterschaften im Zweier ohne
- 2021. 11. Platz Olympische Spiele 2020 im Zweier ohne